# Автобусні маршрути Броварського району
Авто́бусні маршру́ти Броварсько́го райо́ну — система пасажирських перевезень автобусами та маршрутними таксі у Броварському районі. Усього діє 43 маршрути, які переважно сполучають населені пункти району з Києвом.

## Маршрути

### Міжміські маршрути
| № з/п | Номер маршруту | Назва маршруту                      | Маршрут | Зупинки | Перевізник                   |
| ----- | -------------- | ----------------------------------- | ------- | ------- | ---------------------------- |
| 1     | № 321          | Зазим'я — Київ ст. м. Лісова        |         |         |                              |
| 2     | № 325          | Пухівка — Київ ст. м. Лісова        |         |         |                              |
| 3     | № 328          | Сади "Зазим'я" — Київ ст. м. Лісова |         |         |                              |
| 4     | № 333          | Калита — Київ АС «Дарниця»          |         |         |                              |
| 5     | № 334          | Пухівка — Київ ст. м. Лісова        |         |         |                              |
| 6     | № 337          | Літочки — Київ АС «Дарниця»         |         |         |                              |
| 7     | № 341          | Рожни — Київ АС «Дарниця»           |         |         |                              |
| 8     | № 343          | Михайлівка — Київ АС «Дарниця»      |         |         | ПП Кузін О.М.                |
| 9     | № 705          | Велика Димерка — Київ ст. м. Лісова |         |         |                              |
| 10    | № 708          | Богданівка — Київ АС «Дарниця»      |         |         |                              |
| 11    | № 709          | Зоря — Київ ст. м. Лісова           |         |         |                              |
| 12    | № 710          | Рудня — Київ АС «Дарниця»           |         |         |                              |
| 13    | № 906          | Вільне — Київ АС «Дарниця»          |         |         |                              |
| 14    |                | Опанасів — Київ АС «Дарниця»        |         |         | ВАТ «Броварське АТП - 13209» |
| 15    |                | Крехаїв — Київ АС «Дарниця»         |         |         | ВАТ «Броварське АТП - 13209» |
| 16    |                | Євминка — Київ АС «Дарниця»         |         |         | ПП Левкович В. В.            |
| 17    |                | Заворичі — Київ АС «Дарниця»        |         |         | ТОВ «ТК Супутник»            |
| 18    |                | Шевченкове — Київ АС «Дарниця»      |         |         |                              |